# Мясоедов, Сергей Николаевич
Серге́й Никола́евич Мясое́дов (31 марта (12 апреля) 1865, Вильно — 20 марта (2 апреля) 1915, Варшава) — полковник Русской армии, повешенный во время Первой мировой войны по ложному обвинению в шпионаже.

## Биография
Окончил 4-й Московский кадетский корпус. Служил в 105-м пехотном Оренбургском полку. В 1892 году принят на службу в Отдельный корпус жандармов и назначен адъютантом начальника Олонецкого губернского жандармского управления. C 1894 года занимал место помощника начальника железнодорожного жандармского отделения в Вержболове, а с 1901 года по осень 1907 года состоял уже начальником Вержболовского отделения. Работа на пограничной железнодорожной станции позволила ему завязать многие знакомства в высших сферах среди людей, проезжавших по железной дороге. Поддерживал хорошие отношения с немецкими пограничными властями. Был знаком даже с немецким императором Вильгельмом II, охотничье имение Роминтен которого располагалось в 15 верстах от Вержболово. Вильгельм II даже подарил Мясоедову свой портрет. В 1895 году Мясоедов женился на Кларе Самуиловне Гольдштейн, дочери владельца крупного кожевенного завода в Вильно.
В 1907 году Мясоедов уволился со службы в запас. Был одним из учредителей акционерного общества «Русское северо-западное пароходство» вместе с братьями Борисом и Давидом Фрейдбергами. В 1909 году Мясоедов познакомился с военным министром В. А. Сухомлиновым.
В 1911 году восстановлен на службе и перешёл в военное министерство. В 1912 году против Мясоедова началась крупная интрига, возглавляемая А. И. Гучковым. В газетах «Вечернее время» и «Новое время» появились статьи с намеками против Мясоедова. 17 (30) апреля 1912 года в «Новом времени» появилось интервью с членом Государственной думы А. И. Гучковым, который уже открыто обвинил Мясоедова в шпионаже. Мясоедов вызвал Гучкова на дуэль. Дуэль состоялась 22 апреля (5 мая) 1912 года в Старой Деревне на окраине Петербурга: Мясоедов стрелял первым и промахнулся; Гучков сразу же после этого выстрелил в воздух. После этого скандала Мясоедов снова был уволен в запас, и было проведено расследование, которое не выявило в действиях Мясоедова ничего, подтверждающего обвинения в шпионаже.
С началом Первой мировой войны Сергей Мясоедов был призван в армию в ополчение как пехотный офицер, но после хлопот был назначен переводчиком в штаб 10-й армии, где выполнял незначительные поручения.

### Дело Мясоедова
18 февраля (3 марта) 1915 года по инициативе генерал-квартирмейстера Северо-Западного фронта М. Д. Бонч-Бруевича и начальника контрразведки штаба фронта Батюшина Мясоедов был арестован и обвинён в шпионаже и мародерстве. Главной уликой были показания подпоручика Якова Павловича Колаковского, который попал в немецкий плен, а затем в декабре 1914 года явился к российскому военному агенту в Стокгольме Кандаурову и рассказал, что, находясь в плену, он предложил немцам сделаться для них шпионом. Уже в России он показал: «При отправлении меня в Россию из Берлина лейтенант Бауермейстер советовал мне обратиться в Петрограде к отставному жандармскому подполковнику Мясоедову, у которого я могу узнать много ценных для немцев сведений».
По свидетельству начальника Петроградского охранного отделения К. И. Глобачёва, многое в показаниях Колаковского вызывало сомнения, в том числе «то обстоятельство, что, отправляя его в Россию с такими целями, немцы не дали ему ни явок, ни пароля, словом ничего такого, что могло бы для Мясоедова, если бы он был действительно шпион, служить удостоверением, что Колаковский — действительно лицо, посланное германским Генеральным штабом». Да и вспомнил Колаковский о Мясоедове лишь на третьем допросе.
Не придав значения этим показаниям, Главный штаб не отдавал никаких распоряжений. «Между тем, — свидетельствует Глобачёв, — Колаковский стал трубить по всему Петрограду о важности своих разоблачений, а также о том, что со стороны военных властей никаких мер не принимается. Слухи об этом деле дошли до бывшего в то время товарища министра внутренних дел В. Ф. Джунковского, который приказал мне разыскать Колаковского и подробно его допросить. На допросе Колаковский ничего нового не показал, и сущность его рассказа была повтореньем того, о чем он заявлял первый раз в Главном штабе. Протокол допроса Колаковского был отправлен Охранным отделением в контрразведывательное отделение Главного штаба по принадлежности, и с этого, собственно говоря, момента и началось дело Мясоедова, о котором уже знал чуть ли ни весь Петроград, комментируя его на всевозможные лады».
Впрочем, в своих воспоминаниях Бонч-Бруевич утверждает, что Мясоедов был пойман с поличным:

Я приказал контрразведке произвести негласную проверку и, раздобыв необходимые улики, арестовать изменника. В нашумевшем вскоре «деле Мясоедова» я сыграл довольно решающую роль, и это немало способствовало усилению той войны, которую повели против меня немцы, занимавшие и при дворе, и в высших штабах видное положение.
Едва был арестован Мясоедов, как в Ставке заговорили об обуревавшей меня «шпиономании». Эти разговоры отразились в дневнике прикомандированного к штабу верховного главнокомандующего штабс-капитана М. Лемке, журналиста по профессии.
«Дело Мясоедова, — писал он, — поднято и ведено, главным образом, благодаря настойчивости Бонч-Бруевича, помогал Батюшин».
Для изобличения Мясоедова контрразведка прибегла к нехитрому приёму. В те времена на каждом автомобиле, кроме водителя, находился и механик. Поэтому в машине, на которой должен был выехать Мясоедов, шофера и его помощника, как значился тогда механик, заменили двумя офицерами контрразведки, переодетыми в солдатское обмундирование. Оба офицера были опытными контрразведчиками, обладавшими к тому же большой физической силой.
Привыкший к безнаказанности, Мясоедов ничего не заподозрил и, остановившись на ночлег в одной из мыз, был пойман на месте преступления. Пока «владелец» мызы разглядывал переданные полковником секретные документы, один из переодетых офицеров как бы нечаянно вошёл в комнату и схватил Мясоедова за руки. Назвав себя, офицер объявил изменнику об его аресте. Бывшего жандарма посадили в автомобиль и отвезли в штаб фронта. В штабе к Мясоедову вернулась прежняя наглость, и он попытался отрицать то, что было совершенно очевидным.
Допрашивать Мясоедова мне не пришлось, но по должности я тщательно знакомился с его следственным делом и никаких сомнений в виновности изобличённого шпиона не испытывал. — Бонч-Бруевич М. Д. Вся власть Советам! — М.: Воениздат, 1958.
Деникин вспоминает следующее:

У меня лично сомнений в виновности Мясоедова нет, ибо мне стали известны обстоятельства, проливающие свет на это темное дело. Мне их сообщил генерал Крымов, человек очень близкий Гучкову и ведший с ним работу.
В начале войны к Гучкову явился японский военный агент и, взяв с него слово, что разговор их не будет предан гласности, сообщил: на ответственный пост назначен полковник Мясоедов, который состоял на шпионской службе против России у японцев… Военный агент добавил, что считает своим долгом предупредить Гучкова, но так как, по традиции, имена секретных сотрудников никогда не выдаются, он просит хранить факт его посещения и сообщения секретным.
Гучков начал очень энергичную кампанию против Мясоедова, окончившуюся его разоблачением, но, связанный словом, не называл источника своего осведомления.
Подтверждением всего вышесказанного служит письмо Сухомлинова от 2 апреля 1915 года к начальнику штаба Верховного Главнокомандующего генералу Янушкевичу:
«Только что мне подали Ваше письмо и я узнал, что заслуженная кара состоялась (казнь А. Д. Мясоедова). Что это за негодяй, можно судить по его письмам, которые он мне писал (шантажные), когда я его уволил. Но хороши же и Гучков с Поливановым, которые не пожелали дать никаких данных при следствии, чтобы выяснить этого гуся своевременно». — Деникин А. И. Путь русского офицера. — М.: Современник, 1991.
Несмотря на слабость доказательств, военный суд приговорил 18 (31) марта 1915 года Мясоедова к смертной казни.
Мясоедов пытался осколками пенсне перерезать себе вены: его спасли и повесили в Варшавской цитадели — до получения кассационной жалобы командующим фронтом. Командующий не утвердил приговор, «ввиду разногласия судей», но дело решила резолюция верховного главнокомандующего великого князя Николая Николаевича: «Всё равно повесить!»
По делу Мясоедова было арестовано 19 его близких и дальних знакомых, в том числе женщин; в шпионаже обвинили даже его жену.
Жертвой этого дела стал и военный министр В. А. Сухомлинов, с которым Мясоедов был хорошо знаком: 12 (25) июня 1915 года он был уволен от должности военного министра, 8 (21) марта 1916 года Сухомлинов был уволен с военной службы, в апреле исключен из членов Государственного Совета, 22 апреля (5 мая) 1916 года он был арестован и находился в заключении в Трубецком бастионе Петропавловской крепости, пока продолжалось следствие. 11 (24) октября 1916 года Сухомлинов был переведен под домашний арест и у него появилась возможность публичного оправдания.
Осуждение Мясоедова было воспринято положительно всеми сторонами российского общества: «Поразительно единодушие, с которым чуть ли не все слои общества поверили в справедливость приговора, в виновность Мясоедова, — но дело в том, что всем слоям общества эта виновность была на руку. Роковым для Мясоедова образом совпало так, что правящие круги надеялись свалить на него вину в военных неудачах, а оппозиция, наоборот, увидела в нем символ разложившегося режима».
Это дело, в котором великий князь играл первую роль, повлекло усиление четко ориентированной подозрительности общества и сыграло свою роль в том числе в майском 1915 года немецком погроме в Москве. Известный русский исследователь проф. Катков писал:

Впервые русское общественное мнение как бы получило официальное подтверждение немецкого влияния в высоких правительственных кругах. Позиция Гучкова, по видимости, полностью оправдывалась. Всё было подготовлено для решительного выражения недоверия правительству— Катков Г. М. Февральская революция
После войны начальник немецкой разведки Вальтер Николаи писал: «Приговор… является судебной ошибкой. Мясоедов никогда не оказывал услуг Германии». Лейтенант Бауермейстер заявил: «Я никогда в жизни не обменялся ни единым словом с полковником Мясоедовым и никогда не сносился с ним через третьих лиц».
В. Николаи на допросе в НКВД в 1945 на вопрос о Мясоедове показал:

Я не верю также утверждениям, что было доказано сотрудничество в России полковника Мясоедова с германской разведкой. В Германии об этом ничего неизвестно. Его имя я знаю только как имя одного из успешнейших помощников русской разведки против германской разведки во время его нахождения до первой мировой войны в пограничном местечке Вирбаллен.— Русская военная эмиграция 20—40 годов. Т. 1, кн. 2. М., 1998. С. 695
Большинство историков, исследовавших дело Мясоедова, считают его невиновным в шпионаже, а приговор — результатом судебной ошибки. Автор книги «Внутренний враг» (1992) У. Фуллер, опирающийся на данные российских архивов, считает, что Мясоедов стал козлом отпущения российских военных неудач и что организаторы дела знали о его невиновности.